# Queen (Album)
Queen ist das Debütalbum der englischen Rockgruppe Queen. Es erschien 1973 und wurde von John Anthony, Roy Thomas Baker und Queen produziert. Toningenieure waren Roy Thomas Baker, Mike Stone, Ted Sharpe und David Hentschel.

## Entstehungsgeschichte

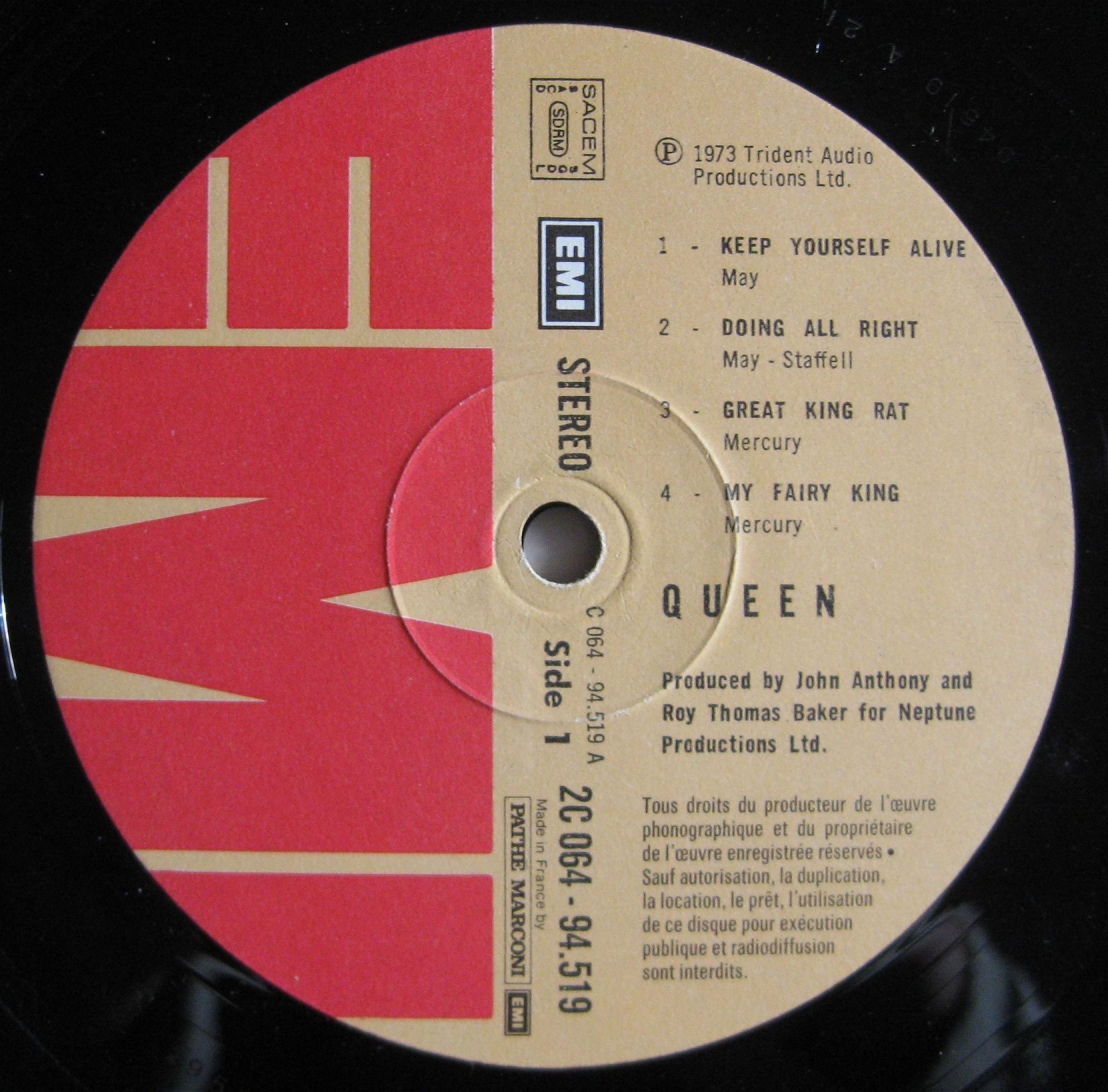
Label der LP (1973)

Etwa drei Jahre war Queen nur bei Live-Auftritten zu hören. So hatte die Band bereits ein Stammpublikum, bevor die Presse auf sie aufmerksam wurde. Das verhalf dem Debütalbum bereits zu einem Platz in den Charts. Ein Vermerk auf dem Plattencover “Representing at last something of what Queen music has been over the last three years, …” (deutsch: „Dieses Album repräsentiert letztlich etwas von dem, was die Musik von Queen die letzten drei Jahre ausmachte“) deutet an, dass die meisten Titel des Albums seit dem Bestehen der Band im November 1970 entstanden sind.
1971 nahm Queen ihr erstes Demo-Band in den De-Lane-Lea-Studios auf, es wurde später als Bootleg veröffentlicht. Am 5. Februar 1973 wurde Queen zum ersten Mal von BBC Radio 1 zu einer Session für die Sendung Sounds of the ’70s eingeladen. Die Aufnahme wurde zusammen mit den Titeln einer weiteren BBC-Session auf dem 1989 erschienenen Album Queen at the Beeb veröffentlicht.
Für das Cover-Design des Queen-Albums waren Douglas Puddifoot, Freddie Mercury und Brian May zuständig. Es zeigt auf der Vorderseite in lila-schwarz-weiß verfremdet Freddie Mercury posierend mit einem Mikrofonständer im Scheinwerferlicht und auf der Rückseite eine Collage von Fotos der Band von Live-Auftritten und Backstage. Die Fotos für die Rückseite des Covers lieferte Puddifoot.

## Titelliste
| Seite | Track | Songtitel                  | Autor          | Länge | Leadgesang   |
| ----- | ----- | -------------------------- | -------------- | ----- | ------------ |
| 1     | 1     | Keep Yourself Alive        | May            | 3:46  | Mercury      |
| 1     | 2     | Doing All Right            | May / Staffell | 4:09  | Mercury      |
| 1     | 3     | Great King Rat             | Mercury        | 5:41  | Mercury      |
| 1     | 4     | My Fairy King              | Mercury        | 4:08  | Mercury      |
| 2     | 5     | Liar                       | Mercury        | 6:26  | Mercury      |
| 2     | 6     | The Night Comes Down       | May            | 4:23  | Mercury      |
| 2     | 7     | Modern Times Rock ’n’ Roll | Taylor         | 1:48  | Taylor       |
| 2     | 8     | Son and Daughter           | May            | 3:21  | Mercury      |
| 2     | 9     | Jesus                      | Mercury        | 3:44  | Mercury      |
| 2     | 10    | Seven Seas of Rhye …       | Mercury        | 1:15  | instrumental |

## Equipment
Zusätzlich zu den Instrumenten der Musiker sind die Hersteller der Instrumente aufgeführt:
- Klavier: Bechstein
- E-Gitarre: Red Special
- Bass: Fender; Rickenbacker in The Night Comes Down
- Schlagzeug: Ludwig

## Single-Auskoppelungen
6. Juli 1973: Als Vorhut für das erste Album wurde die erste Single Keep Yourself Alive (mit Son and Daughter auf der B-Seite) veröffentlicht. Sie erreichte nicht die Charts, ebenso wenig wie die US-Veröffentlichung im Oktober 1973.
Auszüge aus Kritiken in den britischen Medien:
- Daily Mirror: “New male rock band called Queen will blow your head off with a diabolical, high-energy nerve tingler.”
- Melody Maker: “Lacks originality.”
- NME: “If these guys look half as good as they sound they could be huge.”
- Record Mirror: “A raucous, well built single.”
- Sounds: “It never really gets going.”
- DJ John Peel in seiner Kolumne in Sounds: “Some pleasing guitar and synthesizer [sic] work (…).”

14. Februar 1974: Nur in den USA und in Neuseeland erschien eine stark gekürzte Fassung von Liar als Single – mit Doing All Right auf der B-Seite.

## Erläuterungen zu den Stücken

### Keep Yourself Alive
Unter der Bezeichnung „Long Lost Re-Take“ erschien im Jahr 1991 auf der nordamerikanischen CD-Ausgabe des Albums erstmals eine bis dahin unveröffentlichte alternative Studioaufnahme des Lieds. Nicht nur in der Länge unterscheidet sie sich von der Albumfassung. Sie weist auch einige kleinere Veränderungen im Text auf, enthält eine neue Einleitung und an einigen Stellen andere Schlagzeug-, Gitarren- und Gesangssequenzen. Auf der ‚De Lane Lea‘-Version wird die Einleitung auf einer akustischen Gitarre gespielt.

### Doing All Right
Das ist das einzige Queen-Stück mit Tim Staffell als Ko-Autor. Doing All Right war ursprünglich von Queens Vorgängerband Smile, die aus May, Taylor und Staffell bestand, aufgenommen worden. In der im Februar 1973 aufgenommenen und später auf dem Album At the Beeb veröffentlichten BBC-Version singt Roger Taylor die letzte Strophe. 2003 erschien auf Tim Staffells Album aMIGO eine von ihm und Brian May neu aufgenommene Duett-Version des Liedes, auf der May auch an der Gitarre zu hören ist. Teilweise – beispielsweise auf den Alben At the Beeb (beziehungsweise At the BBC) sowie aMIGO – lautet die Schreibweise des Liedes „Doin’ Alright“.

### Great King Rat
Der ungewöhnliche Rhythmus des Schlagzeugers Roger Taylor scheint den Galopp eines Pferdes zu imitieren, während May und Mercury sich mit Gitarren- und Gesangsmelodien duellieren.

### My Fairy King
Im Gegensatz zu den anderen Liedern entstand My Fairy King ausschließlich im Studio. Bis dahin konnte die Band bei Live-Auftritten noch kein Klavier auf die Bühne bringen. Mercury nahm hier die Gelegenheit wahr, ausgedehnte Piano-Sequenzen mit Brian Mays Gitarrensound zu kombinieren. Dieses Stück zeichnet sich auch durch seine Stimmen-Vervielfältigung (Overdubs) und ungewöhnlichen Harmonien-Fortschreitungen aus, ähnlich wie später in The March of the Black Queen und Bohemian Rhapsody. Der Song ist in seiner freien Form, ohne den üblichen Wechsel von Strophe und Refrain, der bis dahin komplexeste Song von Freddie Mercury: Musikalische Motive werden im Verlauf des Stückes immer wieder aufgegriffen und in einer Weise improvisierend verändert, wie sie für ihn typisch werden sollte. In diesem Stück sind auch Roger Taylors charakteristische, äußerst hohe Backing Vocals („screams“) zu hören.
My Fairy King ist das einzige Lied des Albums, das Queen (abgesehen von kurzen Improvisationen am Klavier) nie live gespielt haben.
Laut Brian May besteht ein Zusammenhang zwischen My Fairy King und dem Künstlernamen „Mercury“. Eine Textzeile aus dem Stück lautet: „Mother Mercury, look what they’ve done to me, I cannot run I cannot hide.“ Mercury, der bis dahin unter dem Namen Freddie Bulsara bekannt war, nannte sich ab dem Zeitpunkt, als er diesen Titel geschrieben hatte, Freddie Mercury.
Der Beginn des Texts von My Fairy King weist Ähnlichkeiten mit einem Werk des englischen Dichters Robert Browning auf. Die ersten vier Zeilen aus Mercurys My Fairy King:
In the land where horses born with eagle wings

And honey-bees have lost their stings

There’s singing forever

Lion’s den with fallow deer
In Brownings 1888 veröffentlichtem Gedicht The Pied Piper of Hamelin lauten die Zeilen 246–248:
And their dogs outran our fallow deer,

And honey-bees had lost their stings,

And horses were born with eagles’ wings

### Liar
Die De-Lane-Lea-Fassung weist andere Gesangspartien und Gitarren-Soli auf und endet mit Motiven aus Great King Rat und Brighton Rock. Für die US-Single wurde der Titel um mehr als die Hälfte gekürzt.

### The Night Comes Down
Da die Gruppe nicht mit Roy Thomas Bakers Produktion von The Night Comes Down zufrieden war, wurde die von Louie Austin in den Trident Studios aufgenommene ‚De Lane Lea‘-Demo-Version auch für das Album übernommen. Auf der Vinyl-Ausgabe ist dieses Lied teilweise mit dem folgenden zu einem Titel zusammengefasst.

### Modern Times Rock ’n’ Roll
Roger Taylor sang die Leadpartien des von ihm geschriebenen Stücks. Kurz ist auch die Stimme („look out“) von Produzent John Anthony zu hören. Bei Live-Auftritten übernahm Mercury den Leadgesang.

### Son and Daughter
Die ausgedehnte BBC-Version vom Dezember 1973 (veröffentlicht auf dem Album At the Beeb) beinhaltet eine frühe Version von Mays Brighton-Rock-Gitarrensolo.

### Jesus
Die De-Lane-Lea-Version ist rockorientierter und weist einige zusätzliche instrumentale Zwischenstücke auf.

### Seven Seas of Rhye …
Mit dieser rein instrumentalen Vorschau auf den Titel auf dem Queen-II-Album probierte Brian May die Technik der „multi-tracked guitar parts“. Dabei werden mehrere Gitarren-Stimmen auf verschiedene Spuren aufgenommen, so dass der Eindruck eines mehrstimmigen Gitarrenchors entsteht. Der Hinweis auf der Plattenhülle “… and nobody played synthesizer” (deutsch: „… und niemand spielte Synthesizer“) sollte klarstellen, dass diese Gitarrenklänge ausschließlich Brian May mit seiner „Red Special“ erzeugt hatte.

### Mad the Swine
Ursprünglich war Freddie Mercurys Mad the Swine als Titel zwischen den Liedern Great King Rat und My Fairy King vorgesehen gewesen. Aufgrund von Unstimmigkeiten insbesondere zwischen Roger Taylor und Roy Thomas Baker über den Ton des Schlagzeuges kam Mad the Swine letztlich nicht aufs Album. Der Titel erschien erst 1991 sowohl als Bonustrack der neuen US-Ausgabe des Albums als auch auf der Maxi- beziehungsweise CD-Single Headlong.

## Alternative Song-Versionen
| Songs                      | Alternativersionen     | Alternativersionen      | Alternativersionen    | Alternativersionen       | Alternativersionen    | Alternativersionen                               | Album-Versionen |
| Songs                      | De Lane Lea Demo, 1971 | BBC (1) 5. Februar 1973 | BBC (2) 25. Juli 1973 | BBC (3) 3. Dezember 1973 | BBC (4) 3. April 1974 | Sonstige                                         | Album-Versionen |
| -------------------------- | ---------------------- | ----------------------- | --------------------- | ------------------------ | --------------------- | ------------------------------------------------ | --------------- |
| Keep Yourself Alive        | 3:37                   | 3:48                    | 3:51                  | –                        | –                     | 4:04 (Long Lost Re-Take) / 3:29 (US-Single-Edit) | 3:46            |
| Doing All Right            | –                      | 4:10                    | –                     | –                        | –                     | –                                                | 4:09            |
| Great King Rat             | 6:01                   | –                       | –                     | 5:56                     | –                     | –                                                | 5:41            |
| My Fairy King              | –                      | 4:06                    | –                     | –                        | –                     | –                                                | 4:08            |
| Liar                       | 7:45                   | 6:28                    | 6:39                  | –                        | –                     | 3:00 (US-Single-Edit)                            | 6:26            |
| The Night Comes Down       | (= Album-Version)      | –                       | –                     | –                        | –                     | –                                                | 4:23            |
| Modern Times Rock ’n’ Roll | –                      | –                       | –                     | 2:00                     | 2:38                  | –                                                | 1:48            |
| Son and Daughter           | –                      | –                       | 6:11                  | 7:08                     | –                     | –                                                | 3:21            |
| Jesus                      | 5:00                   | –                       | –                     | –                        | –                     | –                                                | 3:44            |
| Seven Seas of Rhye …       | –                      | –                       | –                     | –                        | –                     | 2:46 (Queen II)                                  | 1:15            |

Das 1989 erschienene Album At the Beeb enthält sowohl die erste als auch die dritte BBC-Radio-Session. Die weiteren BBC-Sessions wurden bisher nicht offiziell veröffentlicht und sind nur als Bootlegs erhältlich. Die ‚De Lane Lea‘-Demos sind 2011 auf der Deluxe-Edition des Albums erschienen.

## Rezeption
Time Out (Großbritannien), 1973: “[…] thrusting, dynamic, forceful, not to mention heavy.”
Rolling Stone (USA), 1973, von Gordon Fletcher: “There’s no doubt that this funky, energetic English quartet has all the tools they’ll need to lay claim to the Zep’s abdicated heavy-metal throne, and beyond that to become a truly influential force in the rock world. Their debut album is superb. The Zeppelin analogy is not meant to imply that Queen’s music is anywhere near as blues-based as the content of Led Zep I & II. No, their songs are more in the Who vein, straight-ahead rock with slashing, hard-driving arrangements that rate with the finest moments of Who’s Next and Quadrophenia. Yet there’s a certain level of intelligence with which the show is presented, a structured sanity that coexists alongside the maniacal fury that gives me the impression that the band must have had a lot of Yessongs on their turntables […]. […] And where you’d normally expect to find holes in a three-piece band’s sound you’ll instead find May making excellent use of his instrument’s electrical attributes. A master of fuzz, wah and sustain, his solos are persistent, hard-hitting and to the point. Vocalist Freddie Mercury has a strong, steady voice that never lacks for power and authority. […] Let’s just say that the product of drummer Roger Meddows Taylor and bassist Deacon John is explosive, a colossal sonic volcano whose eruption maketh the earth tremble. […] They’re the first of a whole new wave of English rockers, and you’d best learn to love ’em now ’cause they’re here to stay. Regal bearings aside, Queen is a monster.”
The Herald (USA), 1973: “Queen’s album ‚Queen‘ (Elektra records) is an above average debut. […] The sound is loud, with thunderous drums and droning guitars. There is some distortion of vocals and shifting of sound from speaker to speaker. The vocals are usually fine with some beatlesque harmonies at times. Good listening is guaranteed […].”
Winnipeg Free Press (Kanada), 1974: “Queen is England’s latest candidate for superstardom, and don’t be surprised if these guys do make it in a big way. Sure, the material is so derivitive it hurts (listen to guitarist Brian May cop riffs from Jimmy Page, Black Sabbath’s Tony lomi [sic], Jimi Hendrix and Mick Box and you’ll see what I mean), but the group manages to inject such a fresh, energetic touch to most of it that I don’t mind a bit. Modern Times Rock ’n’ Roll is a direct cop from Led Zeppelin’s Communication Break-down, right down to vocalist Freddie Mercury’s ability to ape Robert Plant. With its first album, Queen has produced a driving, high energy set which in time may be looked upon with the same reverence Led Zep 1 now receives.”

## Kommerzieller Erfolg

### Chartplatzierungen
Queen erreichte in deutschsprachigen Raum erstmals nach der Wiederveröffentlichung 2024 die Charts.
| ChartsChartplatzierungen       | Höchstplatzierung | Wochen |
| ------------------------------ | ----------------- | ------ |
| Deutschland (GfK)              | 6 (3 Wo.)         | 3      |
| Österreich (Ö3)                | 14 (1 Wo.)        | 1      |
| Schweiz (IFPI)                 | 13 (1 Wo.)        | 1      |
| Vereinigte Staaten (Billboard) | 83 (22 Wo.)       | 22     |
| Vereinigtes Königreich (OCC)   | 10 (20 Wo.)       | 20     |

### Auszeichnungen für Musikverkäufe
| Land/Region                  | Auszeichnungen für Musikverkäufe (Land/Region, Auszeichnung, Verkäufe) | Verkäufe |
| ---------------------------- | ---------------------------------------------------------------------- | -------- |
| Polen (ZPAV)                 | Platin                                                                 | 20.000   |
| Vereinigte Staaten (RIAA)    | Gold                                                                   | 500.000  |
| Vereinigtes Königreich (BPI) | Gold                                                                   | 100.000  |
| Insgesamt                    | 2× Gold · 1× Platin ·                                                  | 620.000  |

Hauptartikel: Queen (Band)/Auszeichnungen für Musikverkäufe

## US-Wiederveröffentlichung
In den USA brachte Hollywood Records im Juni 1991 das Album neu als CD heraus. Diese Ausgabe wurde von Eddy Schreyer digital remastert und beinhaltet zusätzlich folgende bis dahin unveröffentlichte Lieder:
- Mad the Swine (Mercury)
- Keep Yourself Alive – „Long Lost Re-Take“
- Liar („1991 Bonus Remix“ von John Luongo und Gary Hellman; mit zusätzlichem Schlagzeug)

## Deluxe-Version [2024]
Im Oktober 2024 brachte EMI (Universal Music) eine Deluxe-Version, bestehend aus zwei CDs heraus. Zum einen das komplette Album mit den originalen Mehrspur-Mastern neu abgemischt. Die zweite CD besteht aus originalen Trident Takes. Das Besondere ist, dass dieses Album umbenannt wurde, es heißt jetzt Queen I. Zusätzlich wurde die Collector’s Edition bestehend aus 6 CDs, einer LP und einem 108-seitigen Booklet veröffentlicht.